# Macaca hecki
Macaca hecki är en primat i släktet makaker som förekommer endemisk på Sulawesis norra halvö. Den listades tidigare som underart till tonkinmakak men godkänns numera oftast som art.
I storleken motsvarar arten andra makaker. Macaca hecki har en mörkbrun till svartbrun päls med några kastanjebruna eller ljusbruna ställen. I de delar av utbredningsområdet som delas med tonkinmakak och Macaca nigrescens förekommer hybrider.
Habitatet utgörs av tropiska regnskogar och andra fuktiga skogar. Det är inte mycket känt om artens levnadssätt. Den är troligen främst aktiv på dagen och vistas i träd eller på marken. Födan utgörs huvudsakligen av frukter samt av andra växtdelar och några ryggradslösa djur. Flera vuxna hanar och honor bildar tillsammans med sina ungar en flock. Inom gruppen finns en hierarki som beror på släktaskap med den dominanta honan. Per kull föds allmänt en unge.
Arten hotas av skogsavverkningar och den dödas även av bönder som betraktar primaten som skadedjur på odlade växter. IUCN uppskattar att beståndet minskar med 30 procent under de kommande 40 åren och listar Macaca hecki som sårbar (VU).